# Elizabeth Morton
Elizabeth „Liz“ Morton (* 1961 in Liverpool, Merseyside, England als Elizabeth Heery) ist eine britische Schauspielerin und Drehbuchautorin.

## Leben
Sie wurde in Liverpool geboren, wo sie auch aufwuchs. Später studierte sie in London auf der Guildhall School of Music and Drama Schauspiel. Sie ist seit 2003 mit dem Schauspieler Peter Davison verheiratet. Das Paar hat zwei Söhne, die Schauspieler Louis Davison und Joel James Davison. Morton hat mit der Schauspielerin Georgia Tennant außerdem eine Stieftochter.
Erstmals war sie 1967 in ITV Playhouse im Fernsehen zu sehen. 1983 folgte mit Marines die erste Besetzung in einem Film. 1988 war sie in fünf Episoden der Fernsehserie Rockliffe’s Folly als WPC Hester Goswell zu sehen. Von 1991 bis 1992 wirkte sie in der Fernsehserie London’s Burning, von 1991 bis 1993 in der Fernsehserie Watching als Lucinda Davis/Lucinda Stoneway mit. Mit der Geburt ihres Sohnes 1999 zog sie sich aus dem Schauspiel zurück und war lediglich nach der Jahrtausendwende, 2013, im Fernsehfilm The Five(ish) Doctors Reboot zu sehen. Seit 2006 schreibt sie Drehbücher für einzelne Episoden von Fernsehserien oder Filme.

## Filmografie

### Schauspiel
- 1967: ITV Playhouse (Fernsehserie, Episode 1x09)
- 1983: Marines
- 1985: Lifeforce – Die tödliche Bedrohung (Lifeforce)
- 1985: Die dreibeinigen Herrscher (The Tripods) (Fernsehserie, 2 Episoden)
- 1986: The Brothers McGregor (Fernsehserie, Episode 2x04)
- 1987: Billy the Kid and the Green Baize Vampire
- 1987: Dear John (Fernsehserie, Episode 2x06)
- 1987: Brookside (Fernsehserie, Episode 1x524)
- 1988: Rockliffe's Folly (Fernsehserie, 5 Episoden)
- 1988: The Universe of Dermot Finn (Kurzfilm)
- 1989: Capital City (Fernsehserie, Episode 1x04)
- 1991: Spender (Fernsehserie, Episode 1x06)
- 1991–1992: London’s Burning (Fernsehserie, 9 Episoden)
- 1991–1993: Watching (Fernsehserie, 15 Episoden)
- 1992–1993: Jeeves and Wooster – Herr und Meister (Jeeves and Wooster) (Fernsehserie, 5 Episoden)
- 1995: Rich Deceiver (Fernsehfilm)
- 1995: Helen Walker – Schatten des Bösen (The Haunting of Helen Walker) (Fernsehfilm)
- 1999: Entführung ins Elfenreich (Faeries)
- 2013: The Five(ish) Doctors Reboot (Fernsehfilm)

### Drehbuch
- 2006: Doctors (Fernsehserie, Episode 7x142)
- 2006: Brief Encounters (Mini-Fernsehserie, Episode 1x08)
- 2006: Coming Up (Fernsehserie, Episode 4x07)
- 2011: Lamidi Olonade Fakeye: The Life of a Master Carver
- 2011: Beached (Kurzfilm)
- 2014: Topsy and Tim (Fernsehserie, Episode 1x20)